# الجب (سجن)
الجب هو سجن بقلعة الجبل بالقاهرة استخدم في عصر المماليك معتقلًا لمن يرتكبون الجرائم العظيمة والذين يراد التنكيل بهم. بدئ في استخدامه في عصر المنصور قلاوون سنة 1282م، ثم هدمه الناصر محمد بن قلاوون عام 1328م، ونقل المسجونون فيه إلى سجن القلعة.